# Фессалійська рівнина
Фессалі́йська рівни́на або Фессалі́йська низовина́ — низовина на півдні Балканського півострова в Греції, між горами Пінд, Олімп, Оса, Отріс. На сході переходить у Салонікську рівнину. Довжина близько 80 км, ширина до 60 км, висота близько 100 м (у центральній частині — пагорби і низькогір'я, заввишки до 500 м). Складена переважно алювіальними відкладеннями. 
На низовині посіви зернових, сади. Міста — Лариса, Трикала, річка Пеней.